# Талдык

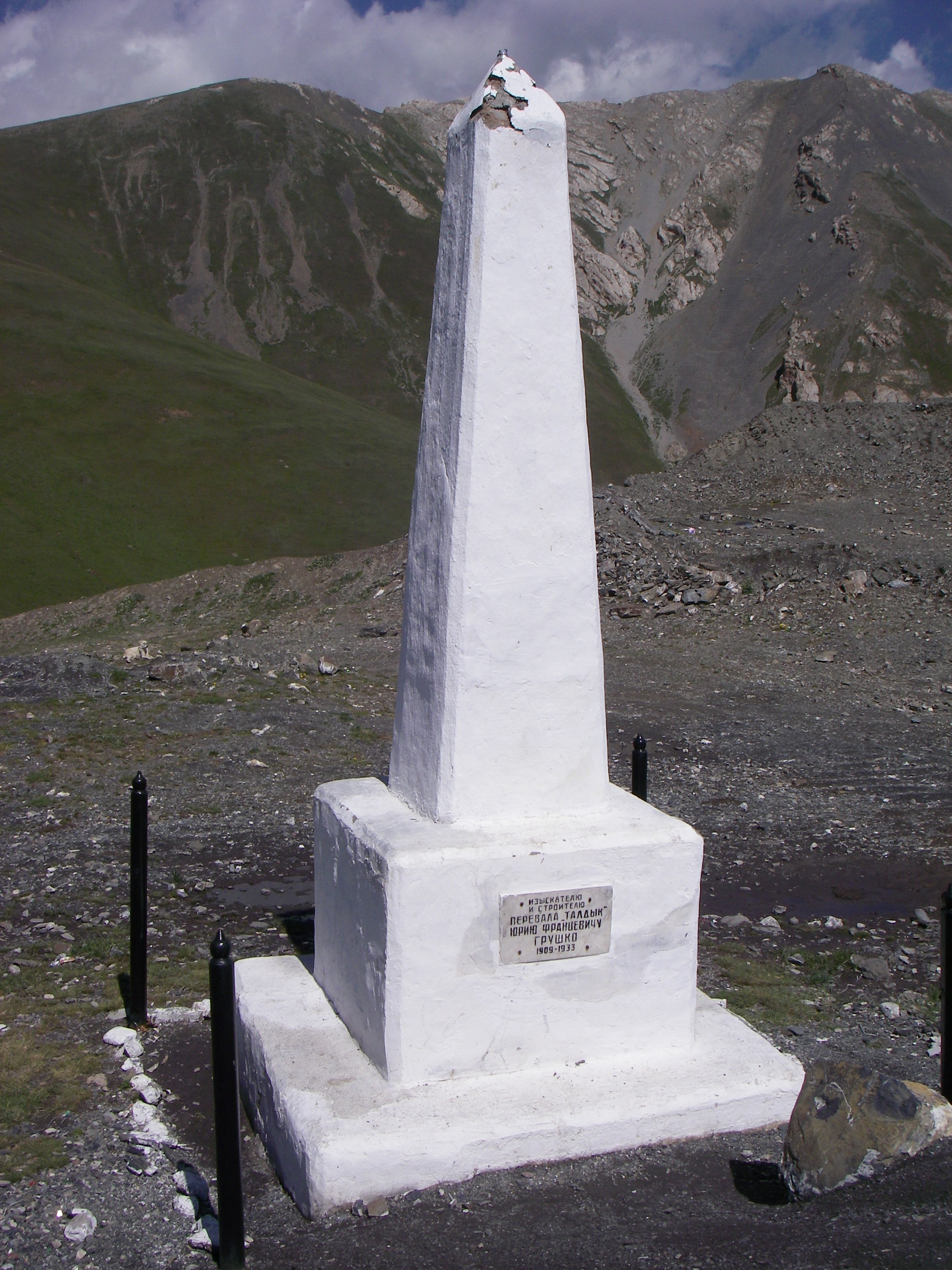
Изыскателю и строителю перевала «Талдык», Юрию Францевичу Грушко

Талдык — перевал в Алайском хребте, ориентирован с севера на юг и соединяет Ферганскую долину на севере с Алайской долине на юге.
Через перевал проходит шоссе — участок Восточного Памирского тракта, соединяющее город Ош с поселком Сары-Таш в Алайской долине.
С севера на перевал дорога поднимается впечатляющим серпантином. На южной стороне перевала дорога плавно переходит на перевал 40-лет Киргизии (3541 м) и уже с него спускается в Сары-Таш.
Проектирование и строительство дороги в 1893 году для обеспечения военных постов Российской империи на Памире было засекречено и осуществлялось в тайне. Долгое время о её создателях ничего не было известно и считалось, что первую колесную дорогу через перевал Талдык построили в 1916 году пленные австрийцы. Исследователь Памира, Николай Леопольдович Корженевский, который во время путешествия на Памир летом 1903 года на перевале Талдык обнаружил Памятный столб с именами людей, принявших участие в проектировании и прокладке дороги, считал, что первая колесная дорога из Ферганской в Алайскую долину, длиной 88 вёрст, была проложена раньше (1893 г.) русскими саперными частями. Это были подполковник Бронислав Громбичевский, инженеры путей сообщения Мицкевич, Бураковский, Зараковский и подпоручик Ирмут. Однако, по другим данным, этот участок колёсной дороги, соединявший Ош и Гульчу в Киргизии через Талдыкский перевал, был построен уже в 1876 году, русским отрядом под командованием генерала А.К. Абрамова. Дальше от Гульчи на юг, на Памир, из-за постоянных обвалов была лишь вьючная тропа.
В конце 1930-х годов через перевал Талдык было открыто автомобильное сообщение, после строительства Памирского тракта.